# Viola (Itália)
Viola é uma comuna italiana da região do Piemonte, província de Cuneo, com cerca de 461 habitantes. Estende-se por uma área de 21 km², tendo uma densidade populacional de 22 hab/km². Faz fronteira com Bagnasco, Garessio, Lisio, Monasterolo Casotto, Pamparato, Priola.

## Demografia
| Variação demográfica do município entre 1861 e 2011                               |
|                                                                                   |
| Fonte: Istituto Nazionale di Statistica (ISTAT) - Elaboração gráfica da Wikipedia |